# Passion Puppets

Label B-Seite der 12"-Single Voices

Passion Puppets (deutsch etwa: Marionetten der Leidenschaft), auch The Passion Puppets, war eine kurzlebige britische Band des New Wave und Indie-Pop. Ihre einzige Langspielplatte Beyond the Pale wurde im Mai 1984 auf Stiff Records veröffentlicht.

## Bandgeschichte
Ray Burmiston und Miki Screene aus Covent Garden widmeten sich schon seit der Grundschule ihrem Interesse, Musik zu machen. Beide besuchten zu der Zeit gemeinsam ein Konzert der nordenglischen Band Geordie. 1977 gründeten sie die fünfköpfige Band The Limit, die einen Plattenvertrag bei Private Stock erhielt und im Juli 1978 eine Single, ein Cover des Beatles-Klassikers Please Please Me, veröffentlichte. Produzent dieser Single war John Springate, Bassist und Sänger der Glitter Band. Burmiston und Screene beendeten danach die Schule; Burmiston ging aufs College, um Fotografie zu studieren, Screene arbeitete in einem Krankenhaus. 1981 trafen sich die beiden in London wieder. Beide schrieben einige Songs zusammen. Sie rekrutierten die beiden Gitarristen Andy P. und Dave Rollins, Burmiston war Sänger, Screene spielte den Bass. Zu Ostern 1982 kam Schlagzeuger Simon Langford Godfrey dazu.
Anfang 1983 hörte Dave Robinson, Eigentümer von Stiff Records, eine Probe der Band und gab ihnen einen langfristigen Plattenvertrag. Ihren Musikstil bezeichneten die Bandmitglieder selbst als Alternative Pop. Like Dust, ihre erste Single, in Großbritannien im Juli 1983 veröffentlicht, empfand Michael Sutton von AllMusic wie eine Hommage an Italowestern. Eleanor Levy vom Record Mirror nannte ihren Gitarrensound in dem Song eine „Kreuzung aus Roy Rogers und den Shadows“. Das Lied wurde ein Radiohit in Kanada, nachdem sie in Nordamerika allerdings erst ein Jahr später, im Juli 1984, veröffentlicht worden war. Billboard befand den Song als „neu und bemerkenswert“, die Debütsingle des britischen Quintetts sei „halb punkige Power, halb Rawhide-Gitarrenzitate“. Das Video zum Song wurde ab dem 27. Juni 1984 auf MTV gesendet.
Stiff brachte in Großbritannien zwei weitere Singles und 1984 eine LP der Passion Puppets heraus. Die zweite Single Voices wurde im Record Mirror mit Zurückhaltung aufgenommen. Jim Reed konstatierte eine „[s]eltsame Mischung aus dunkler satanischer Mühlenstimmung und blitzsauberem Pop. Mit anderen Worten, eher wie eine Kreuzung von Danse Society und Kajagoogoo.“ Auf der B-Seite der 12"-Version von Voices coverten die Passion Puppets den David-Bowie-Song We Are the Dead vom Album Diamond Dogs. Zur LP Beyond the Pale, die alle drei Songs von den Single-A-Seiten enthielt, schrieb Paul Sexton in seiner Rezension: „Die übereifrigen Anstrengungen, modern zu klingen, resultieren in einem durch Gitarren ausgelösten Lärm, der zu viele Titel überlagert. […] nichtsdestotrotz gibt es hier einiges an lohnender Popmusik.“ Ein Großteil der von Bandmitgliedern komponierten und von Burmiston getexteten Songs wurde von Roger Béchirian produziert, andere von Pete Walsh. Trotz einer Tournee als Vorgruppe von Paul Young & the Royal Family im Jahr 1983 und einer weiteren als Vorband der Psychedelic Furs im Folgejahr verkauften sich Single und Album mäßig, ohne in die Nähe einer Chartnotierung zu kommen. Michael Robson schrieb im Fanzine Be Stiff: „Die Zukunft der Band liegt in eurer Hand – kauft ihre Platten und macht sie erfolgreich – oder ignoriert sie und lasst sie langsam, aber sicher verschwinden.“ Letzteres war der Fall: Die Band löste sich noch 1984 auf.
Ray Burmiston machte später Karriere als Fotograf für Musikmagazine und tauchte im Jahr 1994 unter dem Namen Kicking the Moon mit einem Album wieder in der Musikszene auf.

## Diskographie
Singles
- 1983: Like Dust/House of Love (Stiff BUY 178)
- 1983: Voices/Powder Monkeys (Stiff BUY 188, 12" + We Are the Dead)
- 1984: Beyond the Pale/Overland (Stiff BUY 203, 12" + So Hard)

Album
- 1984: Beyond the Pale (Stiff SEEZ 54)